# Ingeniør-Sammenslutningen
Ingeniør-Sammenslutningen (I-S) var en brancheforening for danske teknikumingeniører.
Foreningen blev dannet i 1937 ved sammenslutning af foreningenerne Ingeniør- og Konstruktør-Sammenslutningen, Foreningen af Elektro- og Maskinbygnings-Civilingeniører og Ingeniørsamfundet.
1. januar 1995 fusionerede foreningen med civilingeniørernes fagforening, Dansk Ingeniørforening, og blev til Ingeniørforeningen i Danmark (IDA).